# 65ste Oscaruitreiking
De 65ste Oscaruitreiking, waarbij prijzen werden uitgereikt aan de beste prestaties in films uit 1992, vond plaats op 29 maart 1993 in het Dorothy Chandler Pavilion in Los Angeles. De ceremonie werd voor de vierde keer gepresenteerd door de Amerikaanse acteur Billy Crystal. De genomineerden werden op 17 februari bekendgemaakt door Robert Rehme, voorzitter van de Academy, en actrice Mercedes Ruehl in het Samuel Goldwyn Theater te Beverly Hills.
De grote winnaar van de avond was Unforgiven, met in totaal negen nominaties en vier Oscars.

## Winnaars en genomineerden
De winnaars staan bovenaan in vet lettertype.

#### Beste film
- Unforgiven
  - The Crying Game
  - A Few Good Men
  - Howards End
  - Scent of a Woman

#### Beste regisseur
- Clint Eastwood - Unforgiven
  - Robert Altman - The Player
  - Martin Brest - Scent of a Woman
  - James Ivory - Howards End
  - Neil Jordan - The Crying Game

#### Beste mannelijke hoofdrol
- Al Pacino - Scent of a Woman
  - Robert Downey jr. - Chaplin
  - Clint Eastwood - Unforgiven
  - Stephen Rea - The Crying Game
  - Denzel Washington - Malcolm X

#### Beste vrouwelijke hoofdrol
- Emma Thompson - Howards End
  - Catherine Deneuve - Indochine
  - Mary McDonnell - Passion Fish
  - Michelle Pfeiffer - Love Field
  - Susan Sarandon - Lorenzo's Oil

#### Beste mannelijke bijrol
- Gene Hackman - Unforgiven
  - Jaye Davidson - The Crying Game
  - Jack Nicholson - A Few Good Men
  - Al Pacino - Glengarry Glen Ross
  - David Paymer - Mr. Saturday Night

#### Beste vrouwelijke bijrol
- Marisa Tomei - My Cousin Vinny
  - Judy Davis - Husbands and Wives
  - Joan Plowright - Enchanted April
  - Vanessa Redgrave - Howards End
  - Miranda Richardson - Damage

#### Beste originele scenario
- The Crying Game - Neil Jordan
  - Husbands and Wives - Woody Allen
  - Lorenzo's Oil - George Miller en Nick Enright
  - Passion Fish - John Sayles
  - Unforgiven - David Webb Peoples

#### Beste bewerkte scenario
- Howards End - Ruth Prawer Jhabvala
  - Enchanted April - Peter Barnes
  - The Player - Michael Tolkin
  - A River Runs Through It - Richard Friedenberg
  - Scent of a Woman - Bo Goldman

#### Beste niet-Engelstalige film
- Indochine - Frankrijk
  - Close to Eden - Rusland
  - Daens - België
  - A Place in the World - Uruguay[2]
  - Schtonk! - Duitsland

#### Beste documentaire
- The Panama Deception - Barbara Trent en David Kasper
  - Changing Our Minds: The Story of Dr. Evelyn Hooker - David Haugland
  - Fires of Kuwait - Sally Dundas
  - Liberators: Fighting on Two Fronts in World War II - William Miles en Nina Rosenblum
  - Music for the Movies: Bernard Herrmann - Margaret Smilow en Roma Baran

#### Beste camerawerk
- A River Runs Through It - Philippe Rousselot
  - Hoffa - Stephen H. Burum
  - Howards End - Tony Pierce-Roberts
  - The Lover - Robert Fraisse
  - Unforgiven - Jack N. Green

#### Beste montage
- Unforgiven - Joel Cox
  - Basic Instinct - Frank J. Urioste
  - The Crying Game - Kant Pan
  - A Few Good Men - Robert Leighton
  - The Player - Geraldine Peroni

#### Beste artdirection
- Howards End - Luciana Arrighi en Ian Whittaker
  - Bram Stoker's Dracula - Thomas Sanders en Garrett Lewis
  - Chaplin - Stuart Craig en Chris A. Butler
  - Toys - Ferdinando Scarfiotti en Linda DeScenna
  - Unforgiven - Henry Bumstead en Janice Blackie-Goodine

#### Beste originele muziek
- Aladdin - Alan Menken
  - Basic Instinct - Jerry Goldsmith
  - Chaplin - John Barry
  - Howards End - Richard Robbins
  - A River Runs Through It - Mark Isham

#### Beste originele nummer
- "A Whole New World" uit Aladdin - Muziek: Alan Menken, tekst: Tim Rice
  - "Beautiful Maria of My Soul" uit The Mambo Kings - Muziek: Robert Kraft, tekst: Arne Glimcher
  - "Friend Like Me" uit Aladdin - Muziek: Alan Menken, tekst: Howard Ashman
  - "I Have Nothing" uit The Bodyguard - Muziek: David Foster, tekst: Linda Thompson
  - "Run to You" uit The Bodyguard - Muziek: Jud Friedman, tekst: Allan Rich

#### Beste geluid
- The Last of the Mohicans - Chris Jenkins, Doug Hemphill, Mark Smith en Simon Kaye
  - Aladdin - Terry Porter, Mel Metcalfe, David J. Hudson en Doc Kane
  - A Few Good Men - Kevin O'Connell, Rick Kline en Bob Eber
  - Under Siege - Don Mitchell, Frank A. Montaño, Rick Hart en Scott Smith
  - Unforgiven - Les Fresholtz, Vern Poore, Dick Alexander en Rob Young

#### Beste geluidseffectbewerking
- Bram Stoker's Dracula - Tom C. McCarthy en David E. Stone
  - Aladdin - Mark Mangini
  - Under Siege - John Leveque en Bruce Stambler

#### Beste visuele effecten
- Death Becomes Her - Ken Ralston, Doug Chiang, Doug Smythe en Tom Woodruff jr.
  - Alien 3 - Richard Edlund, Alec Gillis, Tom Woodruff jr. en George Gibbs
  - Batman Returns - Michael Fink, Craig Barron, John Bruno en Dennis Skotak

#### Beste kostuumontwerp
- Bram Stoker's Dracula - Eiko Ishioka
  - Enchanted April - Sheena Napier
  - Howards End - Jenny Beavan en John Bright
  - Malcolm X - Ruth Carter
  - Toys - Albert Wolsky

#### Beste grime
- Bram Stoker's Dracula - Greg Cannom, Michèle Burke en Matthew W. Mungle
  - Batman Returns - Ve Neill, Ronnie Specter en Stan Winston
  - Hoffa - Ve Neill, Greg Cannom en John Blake

#### Beste korte film
- Omnibus - Sam Karmann
  - Contact - Jonathan Darby en Jana Sue Memel
  - Cruise Control - Matt Palmieri
  - The Lady in Waiting - Christian M. Taylor
  - Swan Song - Kenneth Branagh en David Parfitt

#### Beste korte animatiefilm
- Mona Lisa Descending a Staircase - Joan C. Gratz
  - Adam - Peter Lord
  - Reci, Reci, Reci... (Words, Words, Words) - Michaela Pavlátová
  - The Sandman - Paul Berry
  - Screen Play - Barry J.C. Purves

#### Beste korte documentaire
- Educating Peter - Thomas C. Goodwin en Gerardine Wurzburg
  - At the Edge of Conquest: The Journey of Chief Wai-Wai - Geoffrey O'Connor
  - Beyond Imagining: Margaret Anderson and the "Little Review" - Wendy L. Weinberg
  - The Colours of My Father: A Portrait of Sam Borenstein - Richard Elson en Sally Bochner
  - When Abortion Was Illegal: Untold Stories - Dorothy Fadiman

#### Jean Hersholt Humanitarian Award
- Audrey Hepburn
- Elizabeth Taylor

#### Ere-award
- Federico Fellini, ter erkenning van zijn positie als een van de meestervertellers van het witte doek.[3]

## Films met meerdere nominaties
De volgende films ontvingen meerdere nominaties:
| Nominaties | Film                    | Awards |
| ---------- | ----------------------- | ------ |
| 9          | Howards End             | 3      |
| 9          | Unforgiven              | 4      |
| 6          | The Crying Game         | 1      |
| 5          | Aladdin                 | 2      |
| 4          | Bram Stoker's Dracula   | 3      |
| 4          | A Few Good Men          |        |
| 4          | Scent of a Woman        | 1      |
| 3          | Chaplin                 |        |
| 3          | Enchanted April         |        |
| 3          | The Player              |        |
| 3          | A River Runs Through It | 1      |
| 2          | Basic Instinct          |        |
| 2          | Batman Returns          |        |
| 2          | The Bodyguard           |        |
| 2          | Hoffa                   |        |
| 2          | Husbands and Wives      |        |
| 2          | Indochine               | 1      |
| 2          | Lorenzo's Oil           |        |
| 2          | Malcolm X               |        |
| 2          | Passion Fish            |        |
| 2          | Toys                    |        |
| 2          | Under Siege             |        |